# Луць Лісевич
Луць Лісе́вич (справжн. Лесь Лісовий, 1894, Галичина — 15 січня 1962, Нюарк, США) — український театральний і громадський діяч, актор, балетмейстер, журналіст, письменник-драматург, педагог, вояк Українських січових стрільців, десятник 1-ї гуцульської сотні УСС (1915).

## Життєпис
Будучи десятником УСС, вів курси для неграмотних стрільців. Згодом був запрошений Катериною Рубчаковою до Українського театру у Львові.
В 1915—1917 рр. він підтримував із іншими стрільцями-артистами львівський український театр. Був актором «Театру Української бесіди». Учитель, десятник Луць Лісевич у театрі одночасно працював балетмейстером, грав характерні ролі та виконував обов'язки перукаря і гримера. У 1920—1921 — актор Українського незалежного театру.
Є автором інсценізації «Батурин» Богдана Лепкого.
У 1933 році разом з Меріям-Лужницьким зробив інсценізацію історичної повісті Б. Лепкого під назвою «Мотря». П'єса вийшла у Львові (цензурний дозвіл 28 листопада 1932)
Є автором лібрето «стрілецької» оперети «Залізна острога» (з А. Курдидиком), що йшла в театрі Миколи Бенцаля в 1934 році, а згодом в 1965 році вже після смерті Луця Лісевича була поставлена в Торонто (Канада).
1930 разом з своїм другом Володимиром Гірняком їздив в турне з ляльковим театром до Канади й Америки.
Проживав в різних країнах. Згодом (в другій половині 1950-х) емігрував до США.
Помер 15 січня 1962 в Нюарку. Похорон відбувся в українській католицькій церкві на цвинтарі Голі Сепулкрі (англ. Holy Sepulchre Cemetery).

## Родина
Після смерті залишив дружину Ірену (одна з трьох сестер Парахоняківних, актрис Стрілецького театру: Ірена, Лінда, Туся), сина Олександра (1919—2003), невістку Аліну (1924—2016) і внуків Петра (1950—2013), Романа, Єву, Ірену. Аліна була піаністкою і викладачкою. Петро був професійним футболістом, воротарем, грав у American Soccer League в команді «New Jersey Schaefer Brewers» і в українській команді «Newark Ukrainian Sitch» (УСВТ Чорноморська Січ (Ньюарк)).